# 欣澳站
欣澳站（英語：Sunny Bay Station）是一個位於香港新界荃灣區大嶼山陰澳打水灣填海區，屬於港鐵東涌綫與迪士尼綫的鐵路轉乘站，佔地約9,500平方米，於2005年6月1日啟用，雖然欣澳站位於大嶼山，但在香港十八區區域劃分上欣澳站所在地為荃灣區，而不是離島區。

## 車站構造
欣澳站由凱達環球建築師事務所設計，車站頂棚為張拉膜設計，有助車站透光及通風。其獨特設計獲得香港建築師學會2005年優異獎、環保建築專業議會2006年環保建築大獎（全新建築類別）以及2008年《商業週刊／建築記錄雜誌》頒發的中國最佳綠色大獎。此外，欣澳站是港鐵東涌綫唯一一個使用月台閘門的車站。

### 樓層
| U1                                                   | 行人天橋 | 連接出入口及各月台 |   |  |
| G                                                    | 月台     | \| 客務中心、出入口 \| \| \| \| \| \| 側式 · 開左邊车门 \| \| \| \| \| \| \| \| 東涌綫往香港（青衣） \| 2 \| \| \| 機場快綫欣澳站2號緊急月台 \| \| \| \| \| \| \| \| 機場快綫往香港路軌（不停此站） \| \| \| \| \| \| 機場快綫往機場及博覽館路軌（不停此站） \| \| \| \| 機場快綫欣澳站1號緊急月台 \| \| \| \| \| \| \| 1 \| 東涌綫往東涌（終點站） · 未來往東涌西（小蠔灣） \| \| \| \| 島式 · ↑開左邊车门 ↓開右邊车门 · 自動櫃員機 · 洗手間 \| \| \| \| \| \| \| \| 迪士尼綫往迪士尼（終點站） \| 3 \| \| |   |  |
| 客務中心、出入口                                     |          | |   |  |
| 側式 · 開左邊车门                                    |          | |   |  |
|                                                      |          | 東涌綫往香港（青衣） | 2 |  |
| 機場快綫欣澳站2號緊急月台                            |          | |   |  |
|                                                      |          | 機場快綫往香港路軌（不停此站） |   |  |
|                                                      |          | 機場快綫往機場及博覽館路軌（不停此站） |   |  |
| 機場快綫欣澳站1號緊急月台                            |          | |   |  |
|                                                      | 1        | 東涌綫往東涌（終點站） · 未來往東涌西（小蠔灣） |   |  |
| 島式 · ↑開左邊车门 ↓開右邊车门 · 自動櫃員機 · 洗手間 |          | |   |  |
|                                                      |          | 迪士尼綫往迪士尼（終點站） | 3 |  |

在欣澳站啟用前，於欣澳站現址設有兩個相對的側式月台作東涌綫及機場快綫緊急停泊之用，稱為「陰澳應急月台」；後在興建迪士尼綫的時候於東涌綫加設欣澳站，地鐵公司於陰澳應急月台旁增設兩條新路軌及兩組月台（即現1、2號月台）供東涌綫使用。

### 月台
欣澳站設有一座島式月台及一個側式月台，當中1、3號月台則共用一座島式月台：1號月台為東涌綫往東涌方向的列車使用；而3號月台則為迪士尼綫往迪士尼方向的列車使用，該月台主要為東涌綫乘客轉乘迪士尼綫列車前往香港迪士尼樂園度假區之用。而為了照顧乘客需要，該月台設有洗手間供乘客使用，是前地鐵系統中首個於付費區內設置乘客使用的洗手間。另外，於1、3號月台之間設有恒生銀行的自動櫃員機。
而2號月台則為側式月台，供東涌綫往香港方向的列車使用，車站的票務設施以及唯一的出入口並設於該月台旁。而乘客往返1、3號月台與2號月台須途經站內行人天橋。
另外，欣澳站亦是前地鐵系統中，少數使用道碴道床（而非混凝土道床）的車站之一（另一個是杏花邨站）。
而位於欣澳站中央位置設有2組後備島式月台，該月台名為欣澳應急月台（前稱陰澳應急月台），只作東涌綫及機場快綫在緊急事故時疏散乘客之用。
而機場快綫的路軌與東涌綫的路軌分離，其設計的原意是讓東涌綫列車在欣澳站停站時，容許機場快綫的列車超越。但是因為運行圖設定的問題，機場快綫列車時常會早到，此時會在接近欣澳站時減速，甚至在欣澳站內的路軌短暫停留，以等候東涌綫列車駛離車站。
另外由於欣澳站屬開放式設計，月台並不設空氣調節，只設有數部涼風機降溫，因此夏天時非常炎熱，而下雨時更會有雨水從天幕與地面間的空隙隨風飄入。月台上的帳篷屋頂是以半曲輕鋼結構配合聚四氟乙烯物料纖維布料，故於下雨天時，雨水即可自動清洗帳篷。
考慮到車站的開放式設計並不適合安裝月台幕門，故前地鐵公司在興建欣澳站時，特地在車站月台加裝高度比月台幕門低的月台閘門，故欣澳站成為全香港首個採用月台閘門的鐵路車站。這種月台閘門的高度大約是月台幕門的一半（約1.5米）；至於迪士尼綫的月台閘門則因遷就迪士尼綫的列車設計，所以其月台閘門高度較東涌綫的月台閘門更低，大約只有1.2米。
- 1、3號月台（2024年11月）
- 2號月台（2024年11月）
- 站內行人天橋（2022年5月）
- 位於1、2號月台之間為機場快綫路軌及緊急月台（2023年11月）

### 非付費區及出入口
由於欣澳站初時只定位為一個轉乘車站，基本上車站並不設獨立大堂，只在2號月台（東涌綫往香港）旁劃出面積細小的非付費區，並設置一個客務中心、一系列票務設施如售票機、增值機、八達通查閱機以及數部出入閘機等。而站內也不設有任何商店。
- 車站只設有閘機、客務中心及票務設施分隔月台及非付費區（2024年11月）

而欣澳站目前只設有一個出入口，為通往欣澳站公共運輸交匯處。此公共運輸交匯處原設計為緊急時使用，而現時該公共運輸交匯處主要為乘客提供往返愉景灣及港珠澳大橋香港口岸的巴士。
|                                      |                |                                                                       |      |
|                                      |                |                                                                       |      |
| 編號                                 | 指示           | [ 6 ]                                                                 | 圖片 |
| 出口 · A · 盲道标志 · 无障碍通道标志 | 公共運輸交匯處 | 欣澳公共運輸交匯處、往愉景灣巴士（DB03R / DB03P）、欣澳道、車站停車場 |      |
| 註： 設有 \| 設有                    |                |                                                                       |      |

## 利用狀況
由於欣澳站初時的定位為轉乘車站，故車站附近沒有任何住宅或旅遊設施，周邊也沒有任何建築規劃。在香港迪士尼樂園開幕及愉景灣接駁巴士通車之前，該站幾乎沒居民或遊客使用。然而北大嶼山公路旁邊的一段機場鐵路為開放式路段，是觀賞來往列車的好地方，加上風景優美，亦可沿大嶼山北岸步行到鹿頸灣、深水角，故吸引了不少市民使用欣澳站前往附近拍攝列車以及日落景色。
現在，除了前往香港迪士尼樂園的遊客與往返愉景灣的市民會使用欣澳站之外，位於欣澳站以西的港珠澳大橋開通後，往返港珠澳大橋香港口岸的城巴B5線在此站外的欣澳公共運輸交匯處設站，因此亦吸引了往返香港與珠海、澳門的乘客使用欣澳站。

## 接駁交通
現時欣澳站外設有公共運輸交匯處，並設有巴士線往返愉景灣或港珠澳大橋香港口岸等地。
- 欣澳站公共運輸交匯處（2024年11月）

## 歷史

### 西部外走廊
香港政府落實興建香港迪士尼樂園度假區及迪士尼綫之前，早於1989年《機場及海港發展計劃》曾倡議於陰澳及竹篙灣興建新貨櫃碼頭、新港澳碼頭及新鐵路西部外走廊，以配合香港國際機場遷往赤鱲角及發展大嶼山。
當時政府建議西部外走廊在陰澳設站，以便與機場鐵路作交匯，形成一個完善鐵路網絡；因此在機場快綫興建初期，已預定在陰澳興建車站。後因政府將西部走廊（現為西鐵綫，其後與馬鞍山綫合併成為屯馬綫）的營運權交由九廣鐵路，加上青洲填海計劃遭否決及取消興建十號貨櫃碼頭，故有關計劃一直擱置至今。

### 命名
在竹篙灣鐵路規劃初期，位於大嶼山東北部的新車站取當地「陰澳」為車站名稱，即陰澳站（英文名稱為Yam O Station），由於迪士尼公司及荃灣區議會認為陰澳的「陰」字代表陰沉，未能配合迪士尼的歡樂形象，因此迪士尼公司及旅遊事務專員向香港政府地政總署及地鐵公司要求把陰澳打水灣地區及其車站名稱更改為「欣澳」，以配合迪士尼樂園開心歡欣的形象。
地政專員經過區議會諮詢後，決定批准是次變更，更於2003年刊登在憲報內。因此前地鐵公司將車站正式命名為欣澳站（英文名稱亦改為Sunny Bay Station），寓意一個充滿陽光與歡欣的地方。後來，前地鐵公司亦於2006年1月1日將原有的「陰澳應急月台」易名為「欣澳應急月台」。
這次改名亦引起公眾人士批評，他們認為是次名字變更為欣澳是錯誤理解陰澳的原意，更以外國文化取替了香港文化。

### 引用
1. 1 2   (PDF).   [2017-09-05]. （原始内容存档 (PDF)于2018-01-24）.
2. 1 2 3 4   (PDF). 港鐵公司.   [2020-02-18]. （原始内容存档 (PDF)于2016-06-06）.
3. ↑  . 港鐵公司.   [2020-02-18]. （原始内容存档于2020-04-05）.
4. ↑  . 明報OL網站. 2009-12-11  [2011-12-13]. （原始内容存档于2013-10-29）.
5. ↑  . 港鐵. 港鐵公司.   [2020年2月29日]. （原始内容存档于2020年2月21日） （中文（繁體））.
6. ↑  欣澳站出口指示牌 （页面存档备份，存于）
欣澳站街道圖 （页面存档备份，存于）
7. ↑  . Uber.   [2018-09-08]. （原始内容存档于2018-09-08）.
8. ↑   (PDF). 城巴. 2018-10-19  [2018-10-21]. （原始内容存档 (PDF)于2021-03-10）.
9. ↑  星島教育網. . 星島教育網.   [2022-07-04].

## 外部連結
- 港鐵公司－欣澳站街道圖 （页面存档备份，存于）
- 港鐵公司－欣澳站位置圖 （页面存档备份，存于）
- 港鐵公司－欣澳站列車服務時間 （页面存档备份，存于）